# Leonie Hahn
Leonie Hahn (* 1991) ist eine deutsche Dramaturgin, Autorin und Schauspielerin.

## Leben
Leonie Hahn wurde im Ruhrgebiet geboren und stammt aus einer künstlerischen Familie. Ihre Mutter war in Recklinghausen und Herten als Theaterpädagogin und Kulturmanagerin tätig.
Erste Schauspielerfahrungen sammelte Leonie Hahn in einem Laientheaterprojekt. Nach dem Abitur spielte sie 2011 unter der Regie von Helene Hegemann und Kathrin Krottenthaler eine der Hauptrollen in Lyrics – dieses Gedicht wurde vor ca. 20.000 Jahren geschrieben und ist immer noch aktuell, das am Forum Freies Theater in Düsseldorf, beim „SpielART Festival“ in München und am Ballhaus Ost in Berlin aufgeführt wurde. Von März bis Mai 2012 arbeitete sie am Brave New World Repertory Theatre in Brooklyn, New York. In der Spielzeit 2012/13 spielte sie am Deutschen Schauspielhaus in Hamburg neben Margit Carstensen, Christine Groß und Sophie Rois die „Hosenrolle“ Johnny Guitar, die einzige männliche der vier Hauptrollen, im Stück Neues vom Dauerzustand von René Pollesch.
Von 2012 bis 2018 studierte Leonie Hahn Soziologie und Theaterwissenschaft an der Freien Universität Berlin, anschließend ab 2018 Angewandte Theaterwissenschaft an der Justus-Liebig-Universität in Gießen. Leonie Hahn arbeitet als Dramaturgin an der Berliner Volksbühne in der Intendanz von René Pollesch. Dort betreute sie Produktionen von Kurdwin Ayub, Florentina Holzinger, Constanza Macras, Benjamin Abel Meirhaeghe und René Pollesch. Außerdem war sie als Dramaturgin am TR Warszawa in Warschau tätig.
Für die ersten „Festspiele Plötzensee“ 2020 im Strandbad Plötzensee in Berlin-Wedding schrieb sie den Schwank Zum Späti an der Plötze.